# Oekraïense Grieks-Katholieke Kerk
De Oekraïense Grieks-Katholieke Kerk (Oekraïens: Українська греко-католицька церква, afgekort: УГКЦ), is een oosters-katholieke kerk. Zij is in unie met de Rooms-Katholieke Kerk en erkent het gezag van de paus. De kerk volgt de Byzantijnse ritus en de liturgische taal is het Oekraïens. Deze kerk gebruikt de Gregoriaanse kalender.

## Geschiedenis
De Oekraïense Grieks-Katholieke Kerk ontstond tijdens de Synode van Brest in 1596, toen de orthodoxe bisschoppen van Oekraïne – dat toen deel uitmaakte van het koninkrijk Polen – besloten om relaties met de orthodoxe patriarch van Constantinopel te beëindigen en de Oekraïense kerk onder het gezag van de paus van Rome te plaatsen. Men noemde dit de Unie van Brest.
Dit besluit leidde echter tot grote verdeeldheid en uiteindelijk viel de kerk uiteen in de Oekraïense Grieks-Katholieke Kerk in het westen van Oekraïne en de orthodoxe kerken in het oosten van het land. Hierin speelden politieke factoren een rol aangezien in de 17de eeuw het oosten onder Russische - dus ook oosters-orthodoxe - invloed kwam terwijl vanaf eind 18de eeuw in het westen de katholieke Habsburgse dynastie regeerde.
De Sovjet-Unie liet in 1946 in Galicië en in 1949 in Transkarpatië de Oekraïense Grieks-Katholieke Kerk ontmantelen. Alle geünieerde bisschoppen werden gearresteerd en het hoofd van de kerk, Josef kardinaal Slipyj, werd in strafkampen gevangen gehouden. De kerken werden gesloten, in brand gestoken of geprofaneerd. Veel priesters en gelovigen werden doodgeschoten of gedeporteerd naar de Siberische Goelag. De gelovigen zagen zich genoodzaakt onder te duiken in de clandestiniteit. In 1963 kwam Slipyj dankzij Paus Johannes XXIII vrij en hij overleed in ballingschap in Rome in 1984. In 1963 vond ook de omzetting plaats van het metropolitane aartsbisdom Lviv in een grootaartsbisdom.
Na de implosie van de Sovjet-Unie kon het katholieke geloof vanaf 1988 weer opleven. Op 30 maart 1991 kon aartsbisschop Myroslav Ivan kardinaal Ljoebatsjivsky terugkeren naar Oekraïne en de kathedraal van Sint-Joris te Lviv weer in bezit nemen. In 1992 werd de kerkelijke hiërarchie hersteld onder kardinaal Ljoebatsjivsky.
Paus Johannes Paulus II verplaatste de hoofdzetel van de kerk in 2004 van Lviv naar Kiev. Daar is aan de oever van de Dnjepr een nieuwe kathedraal gebouwd.
Sinds 25 maart 2011 staat grootaartsbisschop Svjatoslav Sjevtsjoek aan het hoofd van deze kerk.

## Verspreiding
De Oekraïens Grieks-Katholieke Kerk is de grootste oosters-katholieke kerk, met circa 4,2 miljoen gelovigen, waarvan circa 3,5 miljoen gelovigen in Oekraïne, 196.000 elders in Europa, circa 132.000 in de Verenigde Staten, 85.000 in Canada, 316.000 in Brazilië en 34.000 in Australië.

## Oekraïense Grieks-Katholieke Kerk in westelijk Europa
Zowel na de Eerste Wereldoorlog als na de Tweede Wereldoorlog kwamen een aantal Oekraïense vluchtelingen naar België. De Oekraïens-katholieke gemeenschap in België telt nu zo’n 3000 tot 4000 gelovigen, 4 priesters, 1 diaken, 6 parochies en 6 kerken of kapellen.
Het apostolisch exarchaat van Frankrijk werd ingesteld op 22 juli 1960. Op 19 januari 2013 werd dit exarchaat omgezet in het bisdom Saint-Vladimir-le-Grand de Paris; tot dit bisdom behoren ook België en Nederland. Als eerste bisschop werd op dezelfde datum Borys Andrij Gudziak benoemd.

## Bisdommen
- Grootaartsbisdom Kiev-Halytsj, ook wel Kiev-Galicië genoemd
  - Aartsbisdom Ivano-Frankivsk
    - Bisdom Kolomyia
    - Bisdom Tsjernivtsi

  - Aartsbisdom Kiev
  - Aartsbisdom Lviv
    - Bisdom Sambir-Drohobych
    - Bisdom Sokal-Zhovkva
    - Bisdom Stryi

  - Aartsbisdom Philadelphia
    - Bisdom Chicago
    - Bisdom Parma
    - Bisdom Stamford

  - Aartsbisdom Przemyśl-Warschau
    - Bisdom Wrocław-Gdańsk

  - Aartsbisdom São João Batista in Curitiba
    - Bisdom Imaculada Conceição in Prudentópolis

  - Aartsbisdom Ternopil-Zboriv
    - Bisdom Buchach
    - Bisdom Kamjanets-Podilsky

  - Aartsbisdom Winnipeg (Oekraïens)
    - Bisdom Edmonton
    - Bisdom Toronto en Oost-Canada
    - Bisdom Saskatoon (Oekraïens)
    - Bisdom New Westminster (Oekraïens)

  - Bisdom Santa María del Patrocinio in Buenos Aires (kerkprovincie Buenos Aires)
  - Bisdom H. Petrus en Paulus in Melbourne (kerkprovincie Melbourne)
  - Bisdom H. Familie in London
  - Bisdom H. Vladimir de Grote in Parijs
  - Aartsbisschoppelijk exarchaat Donetsk
  - Aartsbisschoppelijk exarchaat Kharkov
  - Aartsbisschoppelijk exarchaat Krim
  - Aartsbisschoppelijk exarchaat Lutsk
  - Aartsbisschoppelijk exarchaat Odessa
- Exarchaat Duitsland en Scandinavië (direct onder de Heilige Stoel)